# ボホール島

ミンダナオ島の北、セブ島の東、レイテ島の西にあるのがボホール島

ボホール島（ボホールとう、Bohol Island）は、フィリピン中部ビサヤ諸島の島であり、国内10番目の大きさを持つ。島全体が中部ビサヤ地方に属するボホール州である。人口は約114万人、面積は4117 km2。主な都市はボホール州州都タグビララン（Tagbilaran）。リゾートとして知られるほか、フィリピンメガネザル（Carlito syrichta、英名Philippine tarsier、ターシャ）という世界最小級の霊長類の生息地でもある。

## 地理・観光

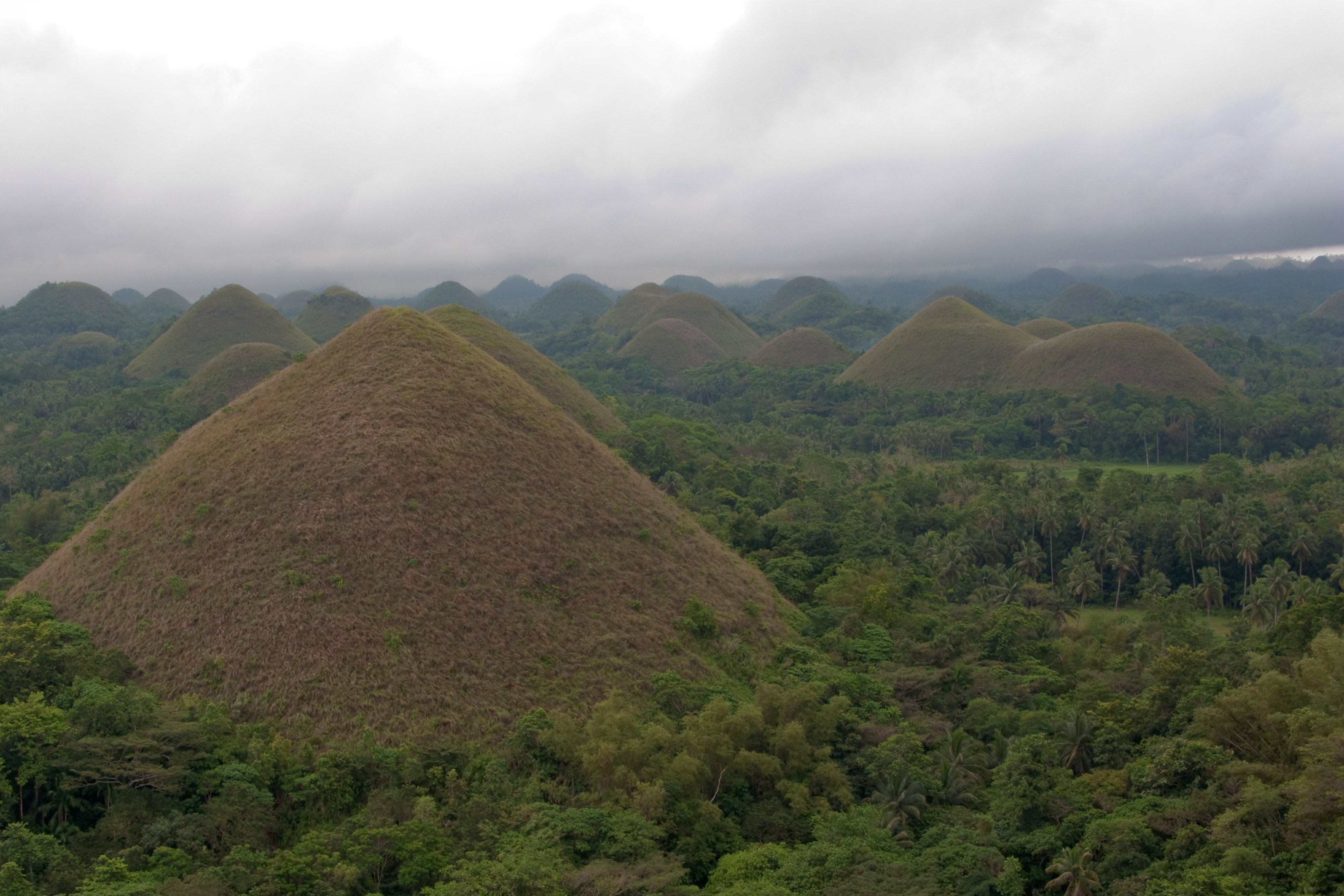
チョコレート・ヒルズ

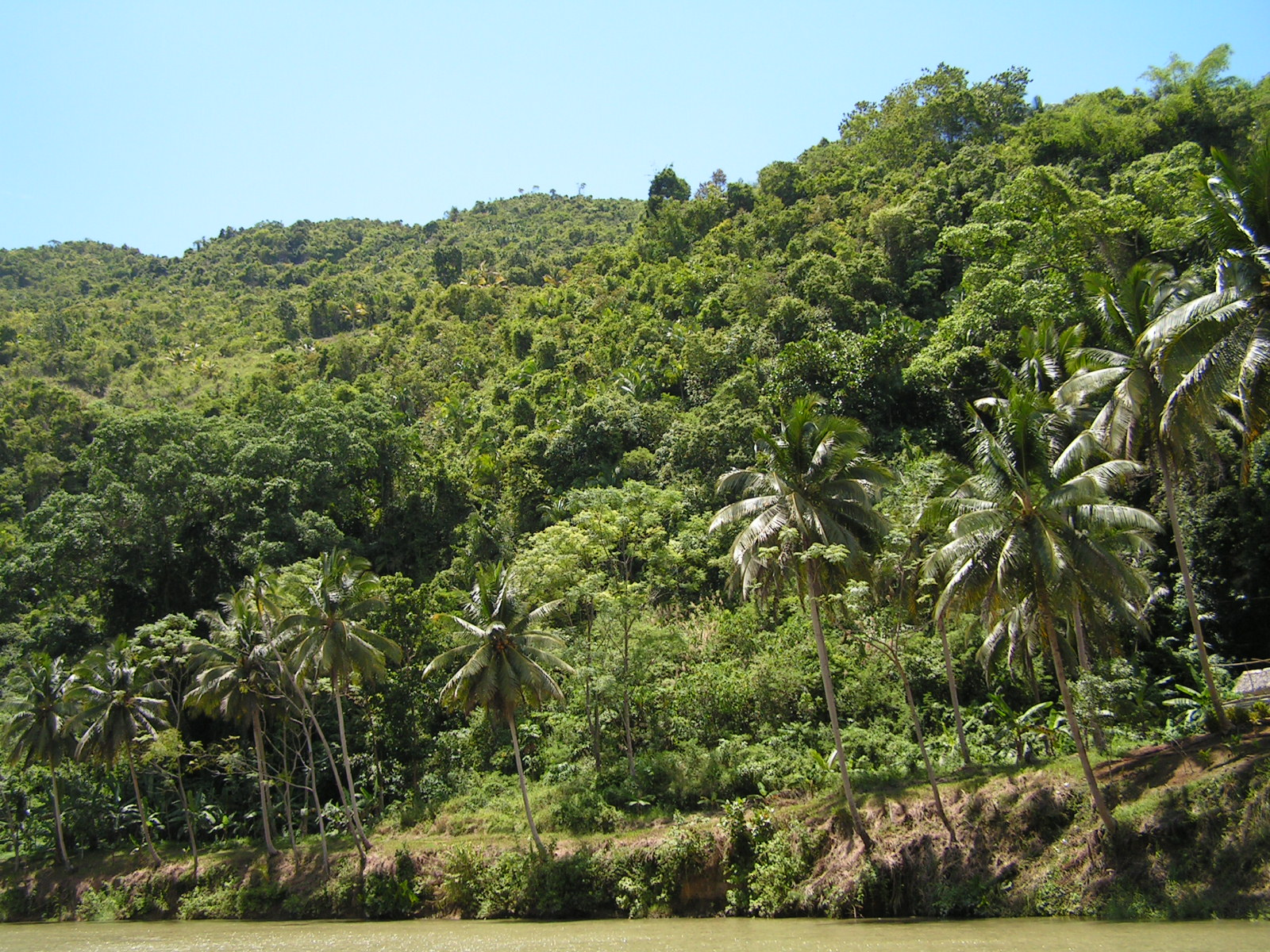
ロボク川を遡るクルーズ船よりの風景

島の半分は大理石で覆われており、全体に丘の多い地形である。島の中央部には、石灰石でできた高さ30m-50mの草に覆われた円錐形の山が1,268個も並ぶカルスト地形「チョコレート・ヒルズ」がある。4-6月の乾季に草が枯れて茶色に見えることから名づけられ、その異様な景観が観光名所となっている。2023年にユネスコ世界ジオパークに指定される。
西にボホール海峡（セブ海峡）を挟んでセブ島、東はカニガオ海峡をはさんでレイテ島、南にミンダナオ海（ボホール海）、北はカモテス海に面している。中央部は不規則な地形の高原地帯であり、海岸は白く続く砂浜で、西隣りのセブ島と同様、観光客で賑わっている。特にタグビララン市の南にあるパングラオ島のビーチとダイビングスポットは観光客に人気がある。またダイバー憧れのスポットであるバリカサグに近いことから、世界中からのダイバーで賑わっている。これらリゾートへのツアーの多くはセブ島発でタグビラランが島内観光の拠点になっており、島の南海岸にはホテルやコテージなど多くのリゾート宿泊施設がある。
ルソン島やビサヤ諸島北部と違い、ボホールは台風の直撃を受けにくい。また台風が来ても速度が速くすぐ通過する上、レイテ島やサマール島の山岳部で勢力が衰えるため、大きな被害になりにくい。このため気候は穏やかである。11月から4月はアミハンと呼ばれる北東からのモンスーンが勢力が強く、たまにスコールに見舞われる以外は気温は28度前後と最も穏やかな季節である。5月から7月の夏は乾季だが高温多湿で過ごしにくい。8月から10月はハバガットという南西のモンスーンにより、晴れが続いたり雨が続いたりと天候が予測しにくい。

## 言語、宗教
言語は英語のほか、フィリピンの主要言語の一つ・セブアノ語の方言、ボホラノ語が使用されている。主な宗教はカトリックであり、プロテスタントも少数いる。また、グレゴリオ・アグリパイ（Gregorio Aglipay）という人物の作りフィリピンに広まった独自の教会、フィリピン独立教会（The Philippine Independent Church）はボホールが発祥の地である。アグリパイの教会とカトリックの教会の違いは、アグリパイはローマ教皇の権威を認めない点、司祭の結婚が認められている点にあるが、その他は大差がない。

## 歴史

### 古代
ボホール人はピンタド（pintados、刺青を入れた人々）という、フィリピンに最後に移住してきたマレー系の人たちの子孫と言われる。その文明の器物などがマンササ、タグビララン、ダウイス、パングラオなどから出土している。

### スペイン植民地時代

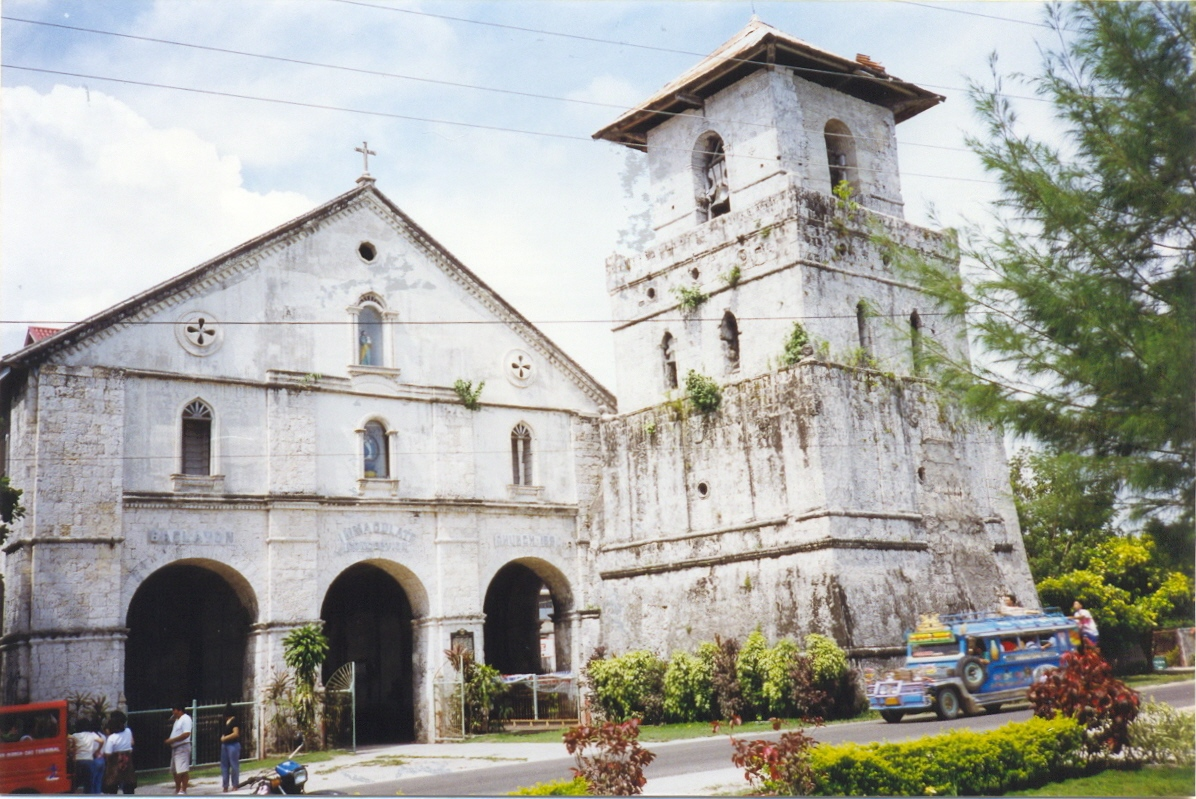
タグビラランの東隣にある古い港町、バクラヨンにある1596年創建のフィリピン最古の教会

スペイン人とボホール島民との最初のはっきりとした接触は1565年に起こった。この年の3月25日（ユリウス暦3月16日）、スペインの探検家で征服者（コンキスタドール）ミゲル・ロペス・デ・レガスピは金とスパイスを求めてボホールに寄航した。彼は地元の領主たちに「自分たちはポルトガル人ではない」と説得した後、彼はダトゥ（領主）・シカトゥナと和平を結んだ。この和平は二人の間の血の盟約によるもので、互いに腕を切って流れた血を杯にいれ飲み合ったのだが、サンデュゴ（Sandugo、一つの血）と呼ばれるこの血盟を祝うサンデュゴ・フェスティバルが毎年開かれている。またサンデュゴは州章のデザインにもなっている。
これに続くスペイン植民地時代、二つの大きな反乱がボホールで起こっている。一つは1621年のタムブロットの反乱で、地元のシャーマン（Babaylan、ババイラン）であるタムブロット（Tamblot）という人物が起こしたものである。もう一つはフィリピン史上名高いダゴホイの乱（Dagohoy Rebellion）で、フランシスコ・ダゴホイ（フランシスコ・センドリヤス）という人物が率いた反乱は山岳部などを舞台に、1744年から1829年までの85年間も続いた。
この期間、ボホールはセブ地方に属していた。1854年7月22日、ボホールは分離してシキホル島とともに軍政が敷かれた。1879年の調査では、ボホールでは34の町に25万3,103人の人口があった。

### アメリカ合衆国の介入と支配
米西戦争でアメリカ合衆国がスペインを破った結果、アメリカがスペインからフィリピン諸島を購入した。しかし、フィリピン独立革命によりエミリオ・アギナルドが成立させた独立政府はアメリカの承認を得られないままフィリピン統治を開始し、ボホールにはゴビエルノ・デ・カントンが知事に着任した。
続く米比戦争の間、ヘンリー・ヘイル指揮下のアメリカ軍はタグビラランに上陸し、島を占拠した。彼はペドロ・サムソンという地元民を島の警察戦力編成のために雇用した。しかしサムソンは部隊と武装を島の内陸に運び去り、反乱を開始した。
最初の戦闘で虐殺に近い敗北を喫し、サムソンはゲリラ戦術に転向して島の内陸部に勢力を維持した。その間、ヘイルの部隊は島の中心タグビラランと島の外縁部を支配した。1901年1月、戦闘は小康状態になった。同年5月、アメリカ兵が女性に暴行しようとして彼女の婚約者に殺される事件が発生した。3月5日にその兵士の指揮官であったアンドリュー・S・ローワン大尉は報復のためにハグナ（Jagna）の町を焼き払った（ロノイの戦い）。ボホールの住民は怒り、暴動に発展した。
最初、ローワン大尉はこの報復行為のために停職処分になった。しかし結局、部隊内部でもこの行為に対する支持が高まった。米軍は次々に反乱の協力者とされる村を焼き、家畜を殺し目立つ民間人たちを水責めで拷問した。戦闘の終わりまでに、アメリカ軍部隊は16から20の村を焼いた。エドウィン・F・グレン少佐は拷問を認可した罪で後に軍法会議にかけられた。
サムソンとその部下は1901年12月23日に、大赦を保障され忠誠を誓った後、降伏した。戦争はこの時おおむね終了したが、1ヵ月後サムソンは再武装し、地方顧問のJ・R・ヘッグを殺害する命令を出した。これは感情をあおりほとんど戦争再開に近いところまで至ったが、戦闘は起こらず最後のアメリカ軍部隊は1902年2月に島を去った。
1917年3月10日、アメリカの植民地政権はフィリピンのほとんどの州の創設につながる決議を出し、ボホールは独立した州となった。

### 日本軍の占領
日本軍はタグビラランに1942年3月17日上陸し、これを占領した。この間、住民たちは有効な抵抗の手立てを取ることができなかった。1944年以降始まったアメリカ軍の奪還作戦により東隣のレイテ島から上陸が始まり、ボホールも戦場となった。指揮系統を失った日本軍は山地に敗走し散発的に戦った。アメリカ軍によるボホール解放は1945年8月11日となっている。

### 2013年の地震
2013年10月15日、ボホール島サグバヤン町付近を震源とするモーメントマグニチュード(Mw) 7.2の直下型地震が発生。フィリピン国内の死者数は198人以上のうち、ボホール島の死者数は185人以上と集中した。震源付近では長さ5km以上、高さ3mに及ぶ断層崖が出現し、地震の大きさを裏付けるものとなっている。